# Aiguille du Midi
Aiguille du Midi (3842 m n.p.m.) – szczyt w Masywie Mont Blanc, w grupie górskiej Aiquilles de Chamonix. Znajduje się na terytorium Francji (departament Górna Sabaudia). Ma dwa wierzchołki: południowy (3842 m) i północny (3795 m).
Nazwa szczytu (Południowa Iglica) wiąże się z faktem, że słońce w południe góruje nad szczytem, kiedy obserwuje się go z Chamonix-Mont-Blanc.
Wierzchołek północny po raz pierwszy zdobyty został przez polskiego alpinistę i poetę Antoniego Malczewskiego wraz z Jean-Michelem Balmatem i pięcioma innymi przewodnikami 4 sierpnia 1818 roku.
Na szczyt wjeżdża uruchomiona w 1955 roku kabinowa kolej linowa (fr. Téléphérique de l’Aiguille du Midi) z Chamonix (1035 m n.p.m.). Normalny bilet z Chamonix (w obie strony) kosztuje (dane z 30 sierpnia 2021) € 67,00, a cała droga zajmuje około 20 minut. Pierwsza stacja kolejki zwana Plan de l’Aiguille znajduje się na wysokości 2309 m n.p.m. Drugi odcinek kolei wagonik pokonuje bez udziału podpór. Górna stacja znajduje się na wysokości 3778 m n.p.m. Znajduje się tam sklep z pamiątkami, skrzynka pocztowa, kawiarnia oraz toalety. Na iglicę – taras ponad górną stację kolei linowej można wjechać (42 m) windą poprowadzoną szybem, wydrążonym wewnątrz góry.
Na szczyt można wjechać również od strony włoskiej – koleją linową (fr. Télécabine Panoramique Mont-Blanc), łączącą Aiguille du Midi z Punta Helbronner. W styczniu 2018 kolejka ta uległa zniszczeniu, a naprawa ma trwać do wiosny 2019 roku.
Dokładnie pod Aiguille du Midi znajduje się wybudowany w 1965 roku tunel łączący Francję z Włochami.

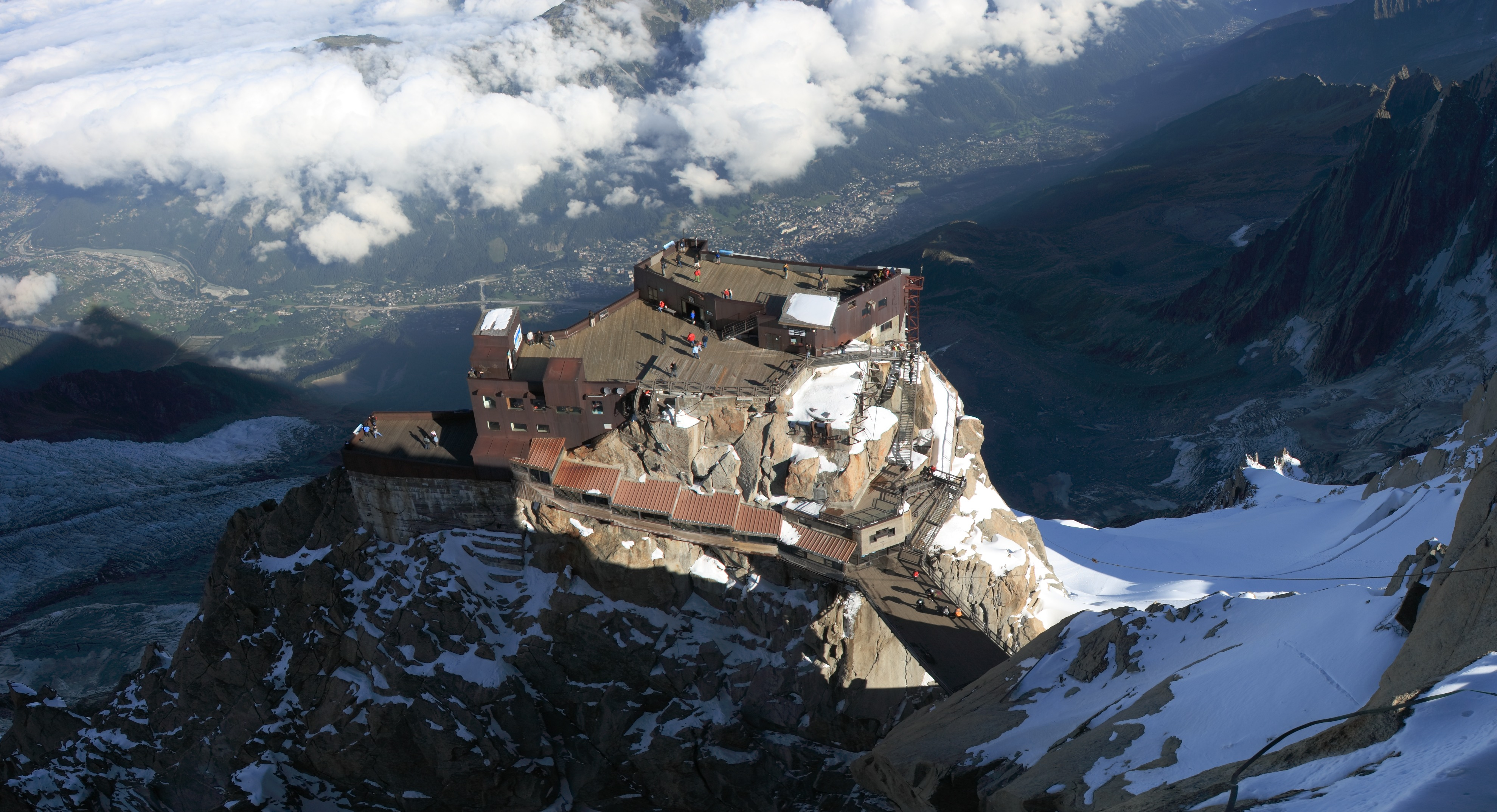
Widok ze szczytu
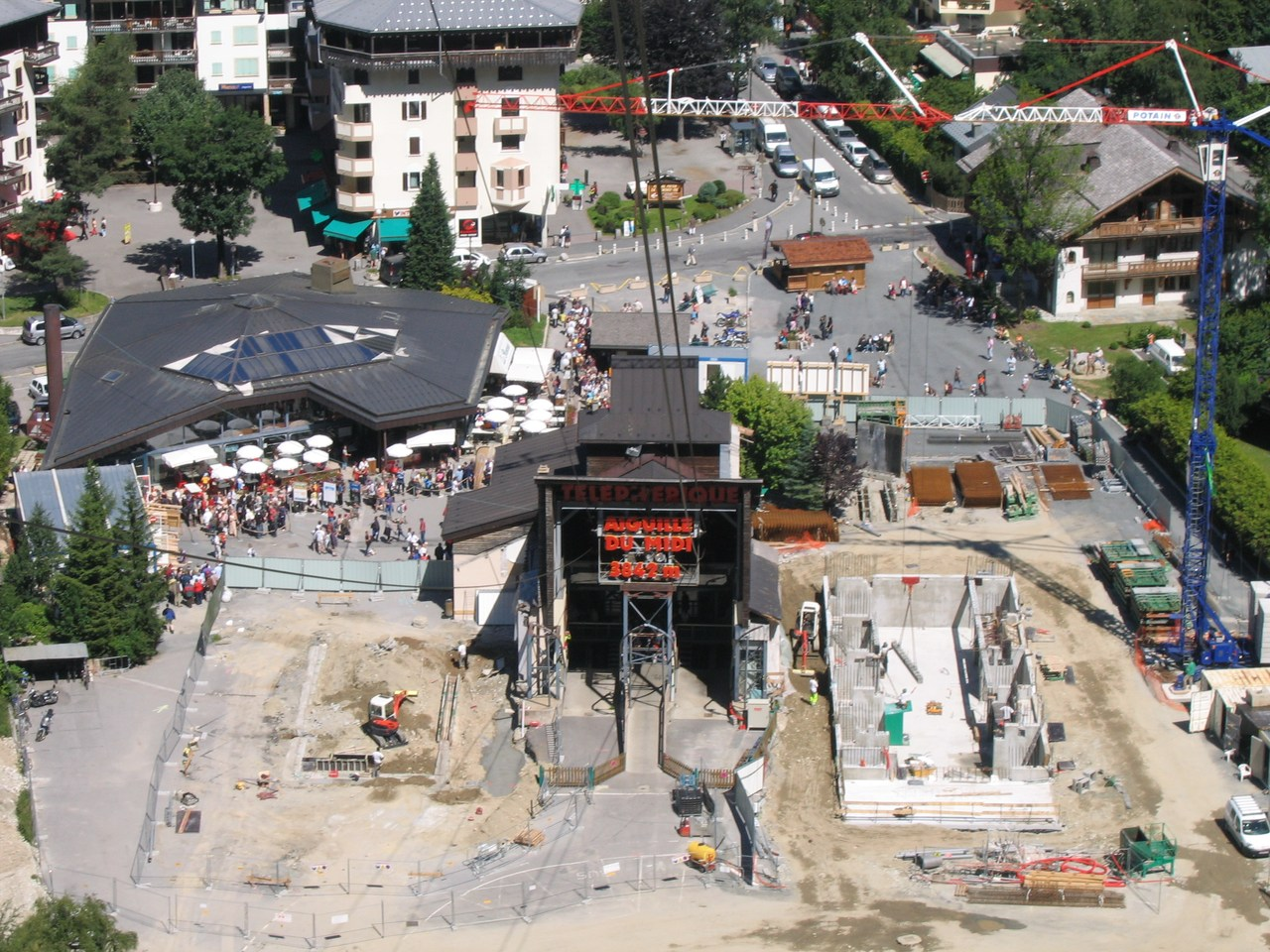
Widok z wagonu na dolną stację kolejki liniowej
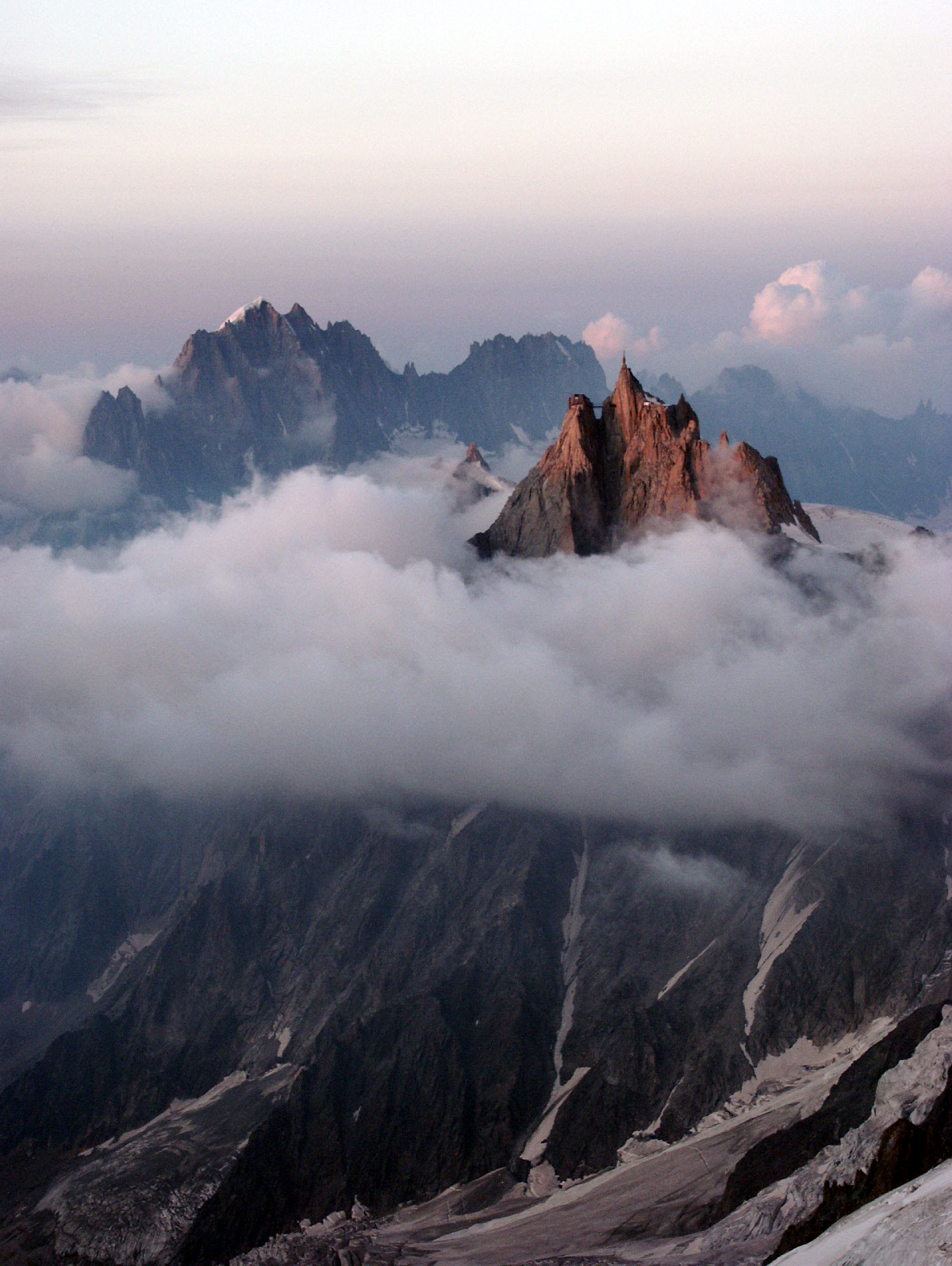
Widok z góry latem
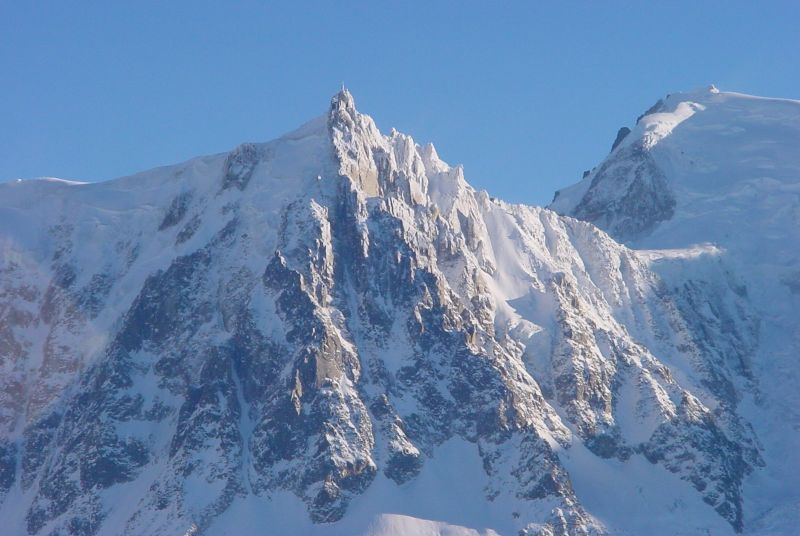
Północne zbocze zimą